# جامع هارون الرشيد (الأنبار)
جامع هارون الرشيد من مساجد العراق القديمة، ويقع في قضاء الرمادي في محافظة الأنبار، بالقرب من مدرسة العلى للبنات في حي الجمهوري، وبني في عام 1390هـ/1970م، ولقد شيد على نفقة المتبرع غانم عناز، والجامع من المساجد الكبيرة حيث تبلغ مساحته 2500م2، وتبلغ مساحة الحرم 1000م2 ويتسع لأكثر من ألف مصل.
ويحتوي الجامع على دار سكن وغرفتان مخصصة للإمام والخطيب، بالإضافة إلى قاعة كبيرة لأجل اقامة المناسبات الدينية ومجالس العزاء، وحالتهُ العمرانية جيدة حيث يحتوي على مصلى صيفي مسقف، وتم تعميره مرتان خلال سنة 2005م و2007م. وتقام فيهِ صلاة الجمعة وصلاة العيدين والصلوات الخمس.